# Palokivalo
Palokivalo är en kulle i Finland. Den ligger i Rovaniemi i landskapet Lappland, i den norra delen av landet, 700 km norr om huvudstaden Helsingfors. Toppen på Palokivalo är 221 meter över havet.
Terrängen runt Palokivalo är huvudsakligen platt. Runt Palokivalo är det mycket glesbefolkat, med 2 invånare per kvadratkilometer.